# Fiesta Bowl 2017
Match précédent Match suivant
Le Fiesta Bowl 2017 est un match de football américain de niveau universitaire joué après la saison régulière de 2017, le 30 décembre 2017 au University of Phoenix Stadium de Glendale dans l'état d'Arizona aux États-Unis.
Il s'agit de la 47e édition du Fiesta Bowl.
Le match met en présence les équipes des Huskies de Washington issus de la Big Ten Conference et des Nittany Lions de Penn State issus de la Pacific-12 Conference.
Il débute à 16 heures locales et est retransmis en télévision sur ESPN.
Sponsorisé par la société Sony Interactive Entertainment via sa filiale PlayStation, le match est officiellement dénommé le Playstation Fiesta Bowl 2017.
Penn State gagne le match sur le score de 35 à 28.

## Présentation du match
| Équipes                                                                                             | Conférences | Entraîneurs         | Stats. saison rég. | Classements avant le bowl CFP-AP-Coaches |
| --------------------------------------------------------------------------------------------------- | ----------- | ------------------- | ------------------ | ---------------------------------------- |
| Huskies de Washington                                                                               | Pac-12      | Chris Petersen (en) | 10 - 2             | #11 - #12 - #12                          |
| Nittany Lions de Penn State                                                                         | Big Ten     | James Franklin (en) | 10 - 2             | #9 - #9 - #9                             |
| Arbitre : Mike Defee (Big XII) Équipe donnée favorite par les bookmakers : Penn State par 3 points. |             |                     |                    |                                          |

Il s'agit de la 3e rencontre entre ces deux équipes :
- En 1921 : Victoire 21 à 7 de Penn State (les Huskies de l'époque s'appelaient les Sun Dodgers de Washington);
- Aloha Bowl 1983 : Victoire 13 à 10 de Penn State;

### Huskies de Washington
Avec un bilan global en saison régulière de 10 victoires et 2 défaites, Washington est éligible et accepte l'invitation pour participer au Fiesta Bowl de 2017.
Ils terminent 2e de la North Division de la Pac-12 derrière no 15 Stanford, avec un bilan en match de conférence de 7 victoires et 2 défaites.
À l'issue de la saison 2017 (bowl non compris), ils seront classés #11 au classement CFP et #12 aux classements AP et Coaches.
Il s'agit de leur toute 1re apparition au Fiesta Bowl.

### Nittany Lions de Penn State
Avec un bilan global en saison régulière de 10 victoires et 2 défaites, Penn State est éligible et accepte l'invitation pour participer au Fiesta Bowl de 2017.
Ils terminent 3e de la East Division de la Big 10 derrière no 5 Ohio State et no 18 Michigan State, avec un bilan en conférence de 7 victoires et 2 défaites.
À l'issue de la saison 2017 (bowl non compris), ils seront classés #9 aux classements CFP , AP et Coaches.
Il s'agit de leur 7e participation au Fiesta Bowl :
- Victoire le 25 décembre 1977, 42 à 30 contre #15 Arizona State
- Victoire le 26 décembre 1980, 31 à 19 contre #11 Ohio State
- Victoire le 1er janvier 1982, 26 à 10 contre #8 USC
- Victoire le 2 janvier 1987, 14 à 10 contre #1 Miami (Florida)
- Victoire le 1er janvier 1992, 42 à 17 contre #10 Tennessee
- Victoire le 1er janvier 1997, 38 à 15 contre les #20 Texas

## Résumé du match
Début du match à 14 h 10, fin à 17 h 35 pour une durée totale de jeu de 3 h 25 min.
Températures de 21 °C, pas de vent joué dans un stade fermé.
| QT          | Temps       | Drive       | Drive       | Drive       | Équipe      | Description de l'action | Score | Score |
| QT          | Temps       | Jeux        | Yards       | TDP         | Équipe      | Description de l'action | WAS   | PEST  |
| ----------- | ----------- | ----------- | ----------- | ----------- | ----------- | --- | ----- | ----- |
| 1           | 11:10       | 8           | 83          | 03:50       | PEST        | TD de 48 yards par WR Hamilton, DaeSean à la suite d'une réception d'une passe de QB McSorley Trace + 1 extra-point par K Davis, Tyler  | 0     | 7     |
| 1           | 01:34       | 11          | 64          | 05:12       | PEST        | TD à la suite d'une course de 2 yards par RB Barkley, Saquon + 1 extra-point par K Davis, Tyler                                         | 0     | 14    |
| 2           | 14:57       | 4           | 75          | 01:37       | WAS         | TD à la suite d'une course de 1 yard par QB Browning, Jake + 1 extra-point par K Vizcaino, T.                                           | 7     | 14    |
| 2           | 11:59       | 7           | 76          | 02:53       | PEST        | TD à la suite d'une course de 1 yard par RB Sanders, Miles + 1 extra-point par K Davis, Tyler                                           | 7     | 21    |
| 2           | 09:01       | 2           | 93          | 00:44       | PEST        | TD à la suite d'une course de 92 yards par RB Barkley, Saquon + 1 extra-point par K Davis, Tyler                                        | 7     | 28    |
| 2           | 04:15       | 6           | 33          | 02:26       | WAS         | TD à la suite d'une course de 13 yards par FB Gaskin, Myles + 1 extra-point par K Vizcaino, T.                                          | 14    | 28    |
| 3           | 09:57       | 13          | 80          | 04:59       | WAS         | TD de 28 yardss par WR Fuller, Aaron à la suite d'une réception d'une passe de QB Browning, Jake + 1 extra-point par K Vizcaino, T.     | 21    | 28    |
| 3           | 05:59       | 8           | 70          | 03:58       | PEST        | TD de 24 yards par WR Hamilton, DaeSean à la suite d'une réception d'une passe de QB McSorley, Trace + 1 extra-point par K Davis, Tyler | 21    | 35    |
| 4           | 06:52       | 3           | 78          | 01:14       | WAS         | TD à la suite d'une course de 69 yards par FB Gaskin, Myles + 1 extra-point par K Vizcaino, T.                                          | 28    | 35    |
| Score final | Score final | Score final | Score final | Score final | Score final | Score final | 28    | 35    |

## Statistiques
| Meilleurs joueurs (MVPs) |                |            |       |
| Système                  | Nom            | Équipe     | Poste |
| Attaque                  | Trace McSorley | Penn State | QB    |
| Défense                  | Marcus Allen   | Penn State | S     |

| Statistiques par équipe                |                                                     |                                                       |
| Statistiques                           | WAS                                                 | PEST                                                  |
| 1er down                               | 14                                                  | 25                                                    |
| 1er down à la course                   | 5                                                   | 6                                                     |
| 1er down à la passe                    | 8                                                   | 18                                                    |
| 1er down suite pénalité                | 1                                                   | 1                                                     |
| Conversion de 3e down                  | 8/15                                                | 13/17                                                 |
| Conversion de 4e down                  | 0/1                                                 | 1/1                                                   |
| Jeux–yards                             | 55 jeux pour 331 yards                              | 79 jeux pour 545 yards                                |
| Yards à la course                      | 26 courses pour 104 yards moyenne de 4 yards/course | 38 courses pour 203 yards moyenne de 5,3 yards/course |
| Yards à la passe                       | 227                                                 | 342                                                   |
| Passes : Réussies-Tentées-Interceptées | 19/29 passes complétées, 0 interception             | 32/41 passes complétées, 2 interceptions              |
| Réussite en zone rouge/chances         | 2/2                                                 | 2/3                                                   |
| TD                                     | 4                                                   | 5                                                     |
| Field Goals                            | 0/0                                                 | 0/1                                                   |
| Sacks (Nombre-Yards)                   | 1 pour 1 yard adverse perdu                         | 4 pour 24 yards adverses perdus                       |
| Fumbles (Nombre/Perdus)                | 1/1                                                 | 2/1                                                   |
| Pénalités (Nombre/Yards perdus)        | 4 pour 22 yards perdus                              | 2 pour 20 yards perdus                                |
| Temps de possession                    | 24:05                                               | 35:55                                                 |

| Statistiques individuelles |                   |                                                                           |
| Quaterbacks                |                   |                                                                           |
| WAS                        | Browning, Jake    | 18/28 passes complétées, 175 yards, 0 interception, 1 TD, 4 sacks subis   |
| PEST                       | McSorley, Trace   | 32/41passes complétées, 342 yards, 2 interceptions, 2 TDs, 1 sack subi    |
| Meilleurs coureurs         |                   |                                                                           |
| WAS                        | Gaskin, Myles     | 14 courses pour 98 yards nets gagnés, 2 TDs, moyenne de 7 yards/course    |
| PEST                       | Barkley, Saquon   | 18 courses pour 137 yards nets gagnés, 2 TDs, moyenne de 7,6 yards/course |
| Meilleurs receveurs        |                   |                                                                           |
| WAS                        | Fuller, Aaron     | 6 réceptions pour 61 yards gagnés, 1 TD                                   |
| PEST                       | Barkley, Saquon   | 7 réceptions pour 38 yards gagnés, 0 TD                                   |
| Meilleurs tacleurs         |                   |                                                                           |
| WAS                        | Bierria, Keishawn | 11 tacles dont 7 en solo.                                                 |
| PEST                       | Allen, Marcus     | 7 tacles dont 6 en solo.                                                  |